# Сельцо (Сафоновский район)
Сельцо́    — деревня  в  Смоленской области России,  в Сафоновском районе. Население – 11 жителей (2007 год)  .  Расположена в центральной части области  в 3 км к югу от города Сафонова,  в 10 км южнее автодороги М1 «Беларусь», в 1,5 км западнее автодороги Р137 Сафоново — Рославль. Входит в состав Барановского сельского поселения.  

## История
В годы Великой Отечественной войны деревня была оккупирована гитлеровскими войсками в сентябре 1941 года, освобождена в 1943 году..